# Orishas (groupe)
Pour les articles homonymes, voir Orishas (homonymie).
Orishas est un groupe de hip-hop cubain, originaire de La Havane. Il est populaire en Amérique latine, en Espagne et au Portugal. Le groupe tire son nom des Orishas, divinités de la Santeria (religion pratiquée par les descendants d'africains déportés en esclavage aux Antilles et en Amérique du Sud).

## Biographie

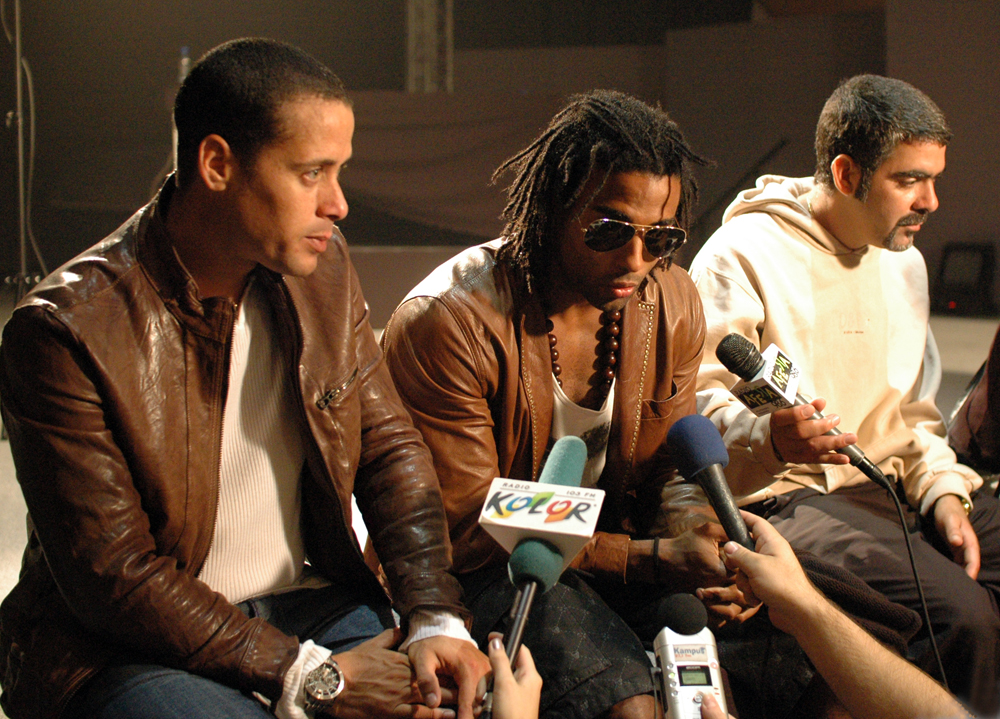
Orishas à Varsovie, en Pologne, en septembre 2009.

Le groupe est initialement appelé Amenaza (« menace » en espagnol). Ils sont révélés par la chanson 5.3.7. C.U.B.A., une chanson basée sur Chan Chan de Compay Segundo. Ce n'est qu'à partir de 1998 que le groupe adopte le nom de Orishas. En 1999, Fidel Castro les convie à une soirée et s'entretient avec chacun des musiciens. Il s'agit de la première fois qu'un gouvernement soutient la culture hip-hop. Après une tournée en Europe et aux États-Unis en 1999, Orishas retourne à Cuba pour deux concerts en 2000, attirant une dizaine de milliers de spectateurs,.
Le groupe se compose de trois artistes qui résideront plus tard en Europe : Roldán en France, Ruzzo en Italie et Yotuel en Espagne. Flaco-Pro quitte le groupe en 2002 avant la publication de leur second album, Emigrante. Au début des années 2000, ils commencent à se faire connaitre en France et en Belgique grâce à leurs collaborations avec Passi sur la chanson La vida pasa, avec Rohff sur Zone internationale ou encore Elle veut avec Akro (Belgique) mais ils ont aussi travaillé avec des artistes internationaux tel que Yuri Buenaventura sur 300 kilos. En 2007, ils collaborent avec le groupe Calle 13 sur la chanson Pa'l Norte et avec le groupe portugais Da Weasel Sigue, Sigue, la même année. Ils ont également produit la chanson Paris Cuba avec Kool Shen membre du groupe IV My People et NTM. En parallèle à cette même période, une cassette piratée de leur nouveau premier album circule à La Havane.
Les trois membres d'Orishas se séparent après dix ans de musique à leur dernier concert du 12 décembre 2009. Certains musiciens ayant accompagné les trois membres fondateurs du groupe Orishas (Vladimir Núñez, Dj Tillo et Nelson Palacios) forment en 2013 le groupe Cuban Beats All Stars pour une tournée en Amérique latine et en Europe,.
En décembre 2015, Orishas annonce un nouvel album. En janvier 2016, le groupe annonce son retour officiel.